# Контрабас (филм из 1991)
„Контрабас ” је југословенски ТВ филм из 1991. године. Режирао га је Владимир Момчиловић а сценарио је написан по тексту Патрика Сускинда.

## Улоге
| Глумац        | Улога |
| ------------- | ----- |
| Предраг Ејдус |       |